# Frederick McKinley Jones
Frederick McKinley Jones (17 de maio de 1893 – 21 de fevereiro de 1961) foi um inventor, empresário e engenheiro americano, vencedor da Medalha Nacional de Tecnologia e um membro do Hall da Fama dos Inventores Nacionais.  Jones inovou a tecnologia de refrigeração móvel. Jones recebeu 61 patentes, incluindo 40 para tecnologia de refrigeração,  e também revolucionou a indústria cinematográfica ao criar um sistema de som superior para projetores na época.  Jones foi cofundador da Thermo King e também serviu como sargento na Primeira Guerra Mundial.   Devido às suas contribuições para a tecnologia de refrigeração, ele é chamado de "Pai do Transporte Refrigerado",  e o "Rei do Frio".  

## Carreira

### Engenheiro mecânico
Em 1912, Jones mudou-se para Hallock, Minnesota, onde trabalhou como mecânico em uma fazenda de 200 km quadrados.  A fazenda era de propriedade de James J. Hill, que também era dono da Great Northern Railroad. A proximidade de Jones com Hill e a ferrovia facilitou sua educação em eletricidade e motores de locomotivas a vapor.  Ele viveu lá por mais de 20 anos e mais tarde diria em um artigo de jornal que Hallock era um lugar "onde um homem ... [era] julgado mais por seu caráter e habilidade do que pela cor de sua pele".  Ele era conhecido localmente como "Casey" devido a uma observação de um engenheiro ferroviário que conheceu enquanto trabalhava em Hill Farm (veja também Casey Jones).  Jones recebeu sua licença de engenharia aos 20 anos.  Mais tarde, ele atualizou sua licença para o grau mais alto. 

### Refrigeração
Por volta de 1938, atendendo a um pedido de Numero, Jones começou a projetar a unidade de refrigeração automática para caminhõe Thermo Control Modelo A.  Jones projetou a unidade de resfriamento de ar portátil para caminhões que transportam alimentos perecíveis para evitar deterioração.   O equipamento de refrigeração do Modelo A foi acoplado aos chassis dos caminhões. O ar resfriado era transportado para o interior do trailer por meio de tubos refrigeradores.  Como o Modelo A era muito pesado, Jones desenvolveu mais tarde o Modelo B. O Modelo B era menor e mais leve, mas não era durável. Em 1941, Jones concluiu o desenvolvimento do Modelo C, que foi montado na frente do caminhão. Era compacto, leve e suportava vibrações de viagens rodoviárias.   Em 1939, Jones entrou com um pedido de patente para o Modelo A e recebeu uma patente para ele em 12 de julho de 1949.   Numero vendeu seu negócio de equipamentos de som para filmes para a RCA e formou uma nova empresa em parceria com Jones, a US Thermo Control Company (mais tarde Thermo King Corporation), que se tornou um negócio de US$ 3 milhões em 1949.   Unidades de resfriamento portáteis projetadas por Jones foram especialmente importantes durante a Segunda Guerra Mundial, preservando sangue, remédios e alimentos para uso em hospitais do exército e em campos de batalha abertos. As unidades do Modelo C foram fabricadas para uso militar e, após a guerra, as unidades ficaram disponíveis para uso comercial. 